# Hohenlohekreis
Der Hohenlohekreis ist ein Landkreis im Regionalverband Heilbronn-Franken im Regierungsbezirk Stuttgart, der nach der historischen Region Hohenlohe benannt ist. Er ist, gemessen an seiner Einwohnerzahl, der kleinste Landkreis Baden-Württembergs und entstand im Zuge der Kreisreform 1973 im Wesentlichen aus den Altkreisen Öhringen und Künzelsau, deren Rechtsnachfolger er ist. Verwaltungssitz des Kreises ist Künzelsau, die größte Stadt ist Öhringen.

## Geographie

### Lage
Der Hohenlohekreis hat Anteil an der Hohenloher Ebene und am südlichen Bauland sowie im Süden an den Waldenburger Bergen, die zum Naturpark Schwäbisch-Fränkischer Wald gehören. Durch das Kreisgebiet fließen zwei rechte Nebenflüsse des Neckars, die Jagst und der Kocher. Die höchste Erhebung des Kreisgebiets ist mit 523,7 m ü. NHN der Mühlberg auf der Gemarkung Waldenburg, der tiefste Punkt wird mit 168,6 m ü. NHN beim Austritt des Kochers aus dem Kreisgebiet gemessen.

### Orte
Die Liste der Orte im Hohenlohekreis enthält die ungefähr 320 Orte (Städte, Dörfer, Weiler, Höfe und Wohnplätze) des Hohenlohekreises im geographischen Sinne.
Die beiden größten Orte sind die Kreisstadt Künzelsau (Sitz der Landkreisverwaltung) mit rd. 15.000 und die Große Kreisstadt Öhringen mit rd. 23.000 Einwohnern.

### Nachbarkreise
Der Hohenlohekreis grenzt im Uhrzeigersinn im Nordwesten beginnend an die Landkreise Neckar-Odenwald-Kreis, Main-Tauber-Kreis, Schwäbisch Hall und Heilbronn.

## Natur

### Flächenaufteilung
Nach Daten des Statistischen Landesamtes, Stand 2015.

### Naturschutzgebiete
Der Hohenlohekreis besitzt folgende 21 Naturschutzgebiete. Nach der Schutzgebietsstatistik der Landesanstalt für Umwelt, Messungen und Naturschutz Baden-Württemberg (LUBW) stehen 489,04 Hektar der Kreisfläche unter Naturschutz, das sind 0,63 Prozent.
1. Brettachtal oberhalb Geddelsbach: 25,7 ha; Gemarkungen Geddelsbach und Maienfels
2. Einberg: 7,8 ha; Gemarkung Untersteinbach
3. Entlesboden: 7,2 ha; Gemarkung Obersteinbach
4. Goldberg im Messbachtal: 16,3 ha; Gemarkungen Meßbach und Altkrautheim
5. Hang im Rengerstal: 3,3 ha; Gemarkung Dörzbach
6. Heide am Dünnersberg: 7,2 ha; Gemarkung Mulfingen
7. Hohenberg-Setz: 15 ha; Gemarkung Bieringen
8. Im See: 8,1 ha; Gemeinde Krautheim
9. Lache-Felsen-Felsenwiesen: 6,2 ha; Gemarkung Winzenhofen
10. Laibachsweinberg-Im Tal-Im Köchlein: 18,6 ha; Gemarkungen Klepsau und Laibach
11. Obere Weide: 22,2 ha; Gemarkung Obersteinbach
12. Pflanzenstandorte Brühl und Rautel: 2,9 ha; Gemarkung Unterginsbach
13. Pflanzenstandorte Pfahl und Sündrich: 8,8 ha; Gemarkung Crispenhofen
14. Riedhölzle und Jagstaue: 62,4 ha; Gemarkungen Jagstberg und Mulfingen
15. Rößlesmahdsee mit Pfaffenklinge: 16,2 ha; Gemarkungen Waldenburg und Westernach
16. Schild: 3,4 ha; Gemarkung Dörzbach
17. Stein: 6,1 ha; Gemarkungen Marlach und Gommersdorf
18. St. Wendel zum Stein: 12,1 ha; Gemarkungen Dörzbach und Hohebach
19. Viehweide auf Markung Michelbach: 18,2 ha; Gemarkung Michelbach
20. Vogelhalde Sindringen-Ohrnberg: 216,0 ha; Gemarkungen Sindringen und Ohrnberg
21. Wagrain-Lange Wiese-Stegbrühl: 10,2 ha; Gemarkungen Gommersdorf und Marlach

## Geschichte
Der Hohenlohekreis wurde durch die Kreisreform am 1. Januar 1973 gebildet. Damals wurden die Altkreise Öhringen und Künzelsau zum neuen Hohenlohekreis vereinigt. Zum Kreisgebiet kamen aus dem Landkreis Buchen die Stadt Krautheim sowie die bis dahin selbständige Gemeinde Winzenhofen, die zugleich nach Schöntal eingemeindet wurde, und die Gemeinde Simprechtshausen des Landkreises Crailsheim, die zwei Jahre später nach Mulfingen eingemeindet wurde. Kreisstadt wurde Künzelsau. Die beiden Altkreise Öhringen und Künzelsau gehen zurück auf die alten gleichnamigen württembergischen Oberämter, die nach dem Übergang der ehemals hohenlohischen Herrschaftsgebiete an Württemberg nach 1803 errichtet wurden. Dem Oberamt Öhringen wurde 1926 der östliche Teil des aufgelösten Oberamts Weinsberg angeschlossen. 1938 wurden beide Oberämter in Landkreise überführt und einige Grenzänderungen vollzogen. Das Gebiet um Krautheim war bis 1945 badisch und bildete anfangs ein eigenes Amt, das 1864 mit dem Amt Boxberg vereinigt wurde und schließlich bei dessen Auflösung zum Kreis Buchen (Odenwald) kam. Bei der Kreisreform kam der überwiegende Teil des Landkreises Buchen zum Neckar-Odenwald-Kreis, das Gebiet um Krautheim jedoch zum Hohenlohekreis.
Nach Abschluss der Gemeindereform umfasst der Hohenlohekreis noch 16 Gemeinden, darunter acht Städte. Größte Stadt und inzwischen Große Kreisstadt ist Öhringen, kleinste Gemeinde ist Zweiflingen.
Am 1. Januar 1977 kam Brettach durch dessen Umgemeindung von Wüstenrot nach Bretzfeld vom Landkreis Heilbronn zum Hohenlohekreis.

### Einwohnerstatistik

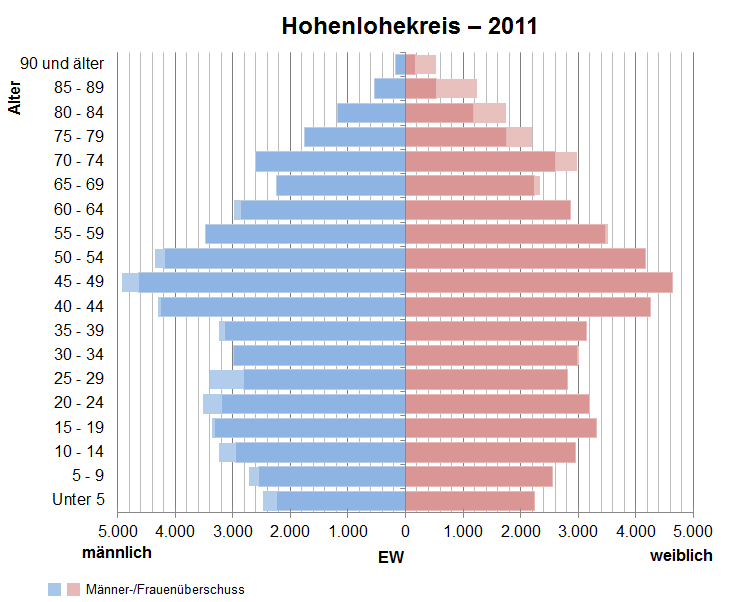
Bevölkerungspyramide für den Hohenlohekreis (Datenquelle: Zensus 2011)

Die Einwohnerzahlen sind Volkszählungsergebnisse (¹) oder amtliche Fortschreibungen des Statistischen Landesamts Baden-Württemberg (nur Hauptwohnsitze).
| Datum             | Einwohner |
| ----------------- | --------- |
| 31. Dezember 1973 | 84.933    |
| 31. Dezember 1975 | 83.514    |
| 31. Dezember 1980 | 83.872    |
| 31. Dezember 1985 | 85.510    |
| 25. Mai 1987      | 86.675    |
| 31. Dezember 1990 | 92.907    |

| Datum             | Einwohner |
| ----------------- | --------- |
| 31. Dezember 1995 | 104.347   |
| 31. Dezember 2000 | 107.754   |
| 31. Dezember 2005 | 109.718   |
| 31. Dezember 2010 | 108.913   |
| 31. Dezember 2015 | 110.181   |
| 31. Dezember 2020 | 112.765   |

### Konfessionsstatistik
Der Anteil der Protestanten und Katholiken an der Gesamtbevölkerung sinkt jährlich um 1 Prozentpunkt. Gemäß dem Zensus 2022 waren (Mai 2022) 39,1 % der Einwohner evangelisch, 25,0 % katholisch und 35,9 % waren konfessionslos, gehörten einer anderen Glaubensgemeinschaft an oder machten keine Angabe.
Laut kirchliche Statistik der Diözese Rottenburg-Stuttgart hat sich die Anzahl der Katholiken im Kreis im Jahr 2023 mit 733 Personen (oder 0,6 % der Gesamtbevölkerung) verringert und im Jahr 2024 mit 738 Personen.

## Politik
Der Landkreis wird vom Kreistag und vom Landrat verwaltet.

### Kreistag
| Kreistagswahl Hohenlohekreis 2024Wahlbeteiligung: 62,5 % 403020100 32,3 %23,0 %15,1 %11,0 %9,2 %7,6 %1,8 % CDUFWVAfDGrüneSPDFDPLinkeGewinne und Verlusteim Vergleich zu 2019 %p 10 8 6 4 2 0 −2 −4−0,3 %p+0,8 %p+8,3 %p−4,0 %p−2,2 %p−1,7 %p−1,0 %pCDUFWVAfDGrüneSPDFDPLinke | Sitzverteilung im Kreistag Hohenlohekreis seit 2024Insgesamt 43 Sitze - Linke: 1 - SPD: 4 - Grüne: 4 - FWV: 10 - FDP: 3 - CDU: 14 - AfD: 7 |

| Parteien und Wählergemeinschaften | Parteien und Wählergemeinschaften           | % 2024 | Sitze 2024 | % 2019 | Sitze 2019 | % 2014 | Sitze 2014 | % 2009 | Sitze 2009 | % 2004 | Sitze 2004 | % 1999 | Sitze 1999 | % 1994 | Sitze 1994 | % 1989 | Sitze 1989 |
| CDU                               | Christlich Demokratische Union Deutschlands | 32,4   | 14         | 32,5   | 13         | 39,0   | 15         | 36,0   | 15         | 39,8   | 17         | 43,0   | 18         | 38,1   | 16         | 37,9   | 14         |
| FWV                               | Freie Wählervereinigung Hohenlohekreis      | 23,0   | 10         | 22,2   | 9          | 26,5   | 10         | 27,6   | 11         | —      | —          | —      | —          | —      | —          | —      | —          |
| AfD                               | Alternative für Deutschland                 | 15,1   | 7          | 6,8    | 3          | —      | —          | —      | —          | —      | —          | —      | —          | —      | —          | —      | —          |
| GRÜNE                             | Bündnis 90/Die Grünen                       | 11,0   | 4          | 15,0   | 7          | 9,1    | 4          | 7,9    | 3          | 7,7    | 3          | 6,5    | 2          | 9,4    | 3          | 7,4    | 2          |
| SPD                               | Sozialdemokratische Partei Deutschlands     | 9,2    | 4          | 11,4   | 6          | 13,9   | 6          | 14,8   | 6          | 13,7   | 5          | 17,2   | 7          | 20,4   | 8          | 21,5   | 7          |
| FDP                               | Freie Demokratische Partei                  | 7,6    | 3          | 9,3    | 4          | 8,1    | 3          | 13,7   | 5          | 10,6   | 4          | 9,3    | 3          | 8,2    | 3          | —      | —          |
| LINKE                             | Die Linke                                   | 1,8    | 1          | 2,8    | 1          | 3,3    | 1          | —      | —          | —      | —          | —      | —          | —      | —          | —      | —          |
| PIRATEN                           | Piratenpartei Deutschland                   | —      | —          | —      | —          | 0,2    | —          | —      | —          | —      | —          | —      | —          | —      | —          | —      | —          |
| WV*                               | Wählervereinigungen                         | —      | —          | —      | —          | —      | —          | —      | —          | 28,2   | 11         | 24,1   | 10         | 24,0   | 10         | 32,5   | 11         |
| Sonst.                            | Sonstige                                    | —      | —          | —      | —          | —      | —          | —      | —          | —      | —          | —      | —          | —      | —          | 0,6    | —          |
| Gesamt                            | Gesamt                                      | 100    | 43         | 100    | 43         | 100    | 39         | 100    | 40         | 100    | 40         | 100    | 40         | 100    | 40         | 100    | 34         |
| Wahlbeteiligung                   | Wahlbeteiligung                             | 62,5 % | 62,5 %     | 57,8 % | 57,8 %     | 49,4 % | 49,4 %     | 52,2 % | 52,2 %     | 54,0 % | 54,0 %     | 55,3 % | 55,3 %     | 66,8 % | 66,8 %     | 63,1 % | 63,1 %     |

* WV: Wählervereinigungen, da sich die Ergebnisse von 1989 bis 2004 nicht auf einzelne Wählergruppen aufschlüsseln lassen.

### Landrat
Der Kreistag wählt den Landrat für eine Amtszeit von 8 Jahren. Dieser ist gesetzlicher Vertreter und Repräsentant des Landkreises sowie Vorsitzender des Kreistags und seiner Ausschüsse. Er leitet das Landratsamt und ist Beamter des Kreises.
Zu seinem Aufgabengebiet zählen die Vorbereitung der Kreistagssitzungen sowie seiner Ausschüsse. Er beruft Sitzungen ein, leitet diese und vollzieht die dort gefassten Beschlüsse. In den Gremien hat er – außer bei Vorberatungen in den beschließenden Ausschüssen – kein Stimmrecht. Sein Stellvertreter ist der Erste Landesbeamte.
Die Landräte des Landkreises Künzelsau 1939–1972:
- 1939–1944: Wilhelm Wöhrle
- 1945–1946: Heinz Hohner
- 1946–1960: Otto Ehrler
- 1960–1972: Bernhard Vesenmayer

Die Landräte des Landkreises Öhringen 1938–1972:
- 1938–1944: Artur Fiederer
- 1944–1945: Richard Funck (Amtsverweser)
- 1945–1946: Fritz Eppinger
- 1946–1948: Max Freiherr von Lütgendorff-Leinburg
- 1948–1951: Georg Lenkner
- 1952–1971: Friedrich Bauer
- 1971–1972: Franz Susset (Amtsverweser)

Die Landräte des Hohenlohekreises seit 1973:
- 1973–1989: Franz Susset
- 1989–2013: Helmut M. Jahn
- 2013–2024: Matthias Neth
- seit 2024: Ian Schölzel

### Wappen
Blasonierung: „In Silber über erhöhtem rotem Schildfuß, darin ein sechsspeichiges silbernes Rad, zwei schreitende, rot bezungte schwarze Leoparden mit untergeschlagenen Schwänzen (Wappen-Verleihung 3. April 1974)“
Bedeutung: Die beiden Wappenbilder symbolisieren die früheren Herrschaftsstrukturen im Kreisgebiet bis Anfang des 19. Jahrhunderts: die Leoparden der Fürsten von Hohenlohe und das Mainzer Rad des ehemaligen Erzstifts Mainz.

### Kreispartnerschaften
Der Hohenlohekreis unterhält Partnerschaften mit dem County Limerick in Irland (seit 1990), dem Powiat Kędzierzyńsko-Kozielski in Polen (seit 2009) und dem Guanling County in China (seit 3. Juni 2013).

## Wirtschaft und Infrastruktur
Die wirtschaftlichen Schwerpunkte liegen hauptsächlich in der elektrotechnischen Industrie, im metallverarbeitenden Gewerbe einschließlich des Maschinen- und Fahrzeugbaus, in der Regelungs- und Steuertechnik sowie in der Textilbranche und im Verlagswesen.
Gerade hier machen sich der Erfindungsreichtum und das sprichwörtliche Tüftlertum der angesiedelten Unternehmen positiv bemerkbar. Führende Unternehmen der Branche, deren Produkte und Know-how von internationaler Bedeutung sind, haben im Hohenlohekreis ihren Standort.
Neben dem produzierenden Gewerbe und einer ausgeprägten Handwerksstruktur sind bekannte und bedeutende Handelsunternehmen, insbesondere in der Befestigungstechnik, wie Würth, Berner und BTI, sowie zahlreiche Dienstleistungsbetriebe im Hohenlohekreis beheimatet. Die 16 Städte und Gemeinden des Landkreises unterstützen Neuansiedlungen und Betriebserweiterungen durch die Bereitstellung von preisgünstigem Bauland.
In den letzten Jahren vollzog sich ein Strukturwandel in diesem in früheren Jahren sehr stark landwirtschaftlich geprägten, strukturschwächsten Kreis Baden-Württembergs. Bezogen auf die Einwohnerzahl weist der Hohenlohekreis die deutschlandweit höchste Dichte an weltmarktführenden Unternehmen auf.
Im Zukunftsatlas 2016 belegte der Kreis Platz 86 von 402 Landkreisen, Kommunalverbänden und kreisfreien Städten in Deutschland und zählt damit zu den Orten mit „hohen Zukunftschancen“. In der Ausgabe von 2019 lag er auf Platz 55 von 401.

### Verkehr

#### Straßenverkehr
Durch das südliche Kreisgebiet führt die Bundesautobahn 6 (Heilbronn–Nürnberg), im äußersten Nordwesten streift die Bundesautobahn 81 (Heilbronn-Würzburg) das Kreisgebiet. Ferner erschließen die Bundesstraße 19 (Schwäbisch Hall–Würzburg) sowie mehrere Landes- und Kreisstraßen den Landkreis.

#### Eisenbahnverkehr

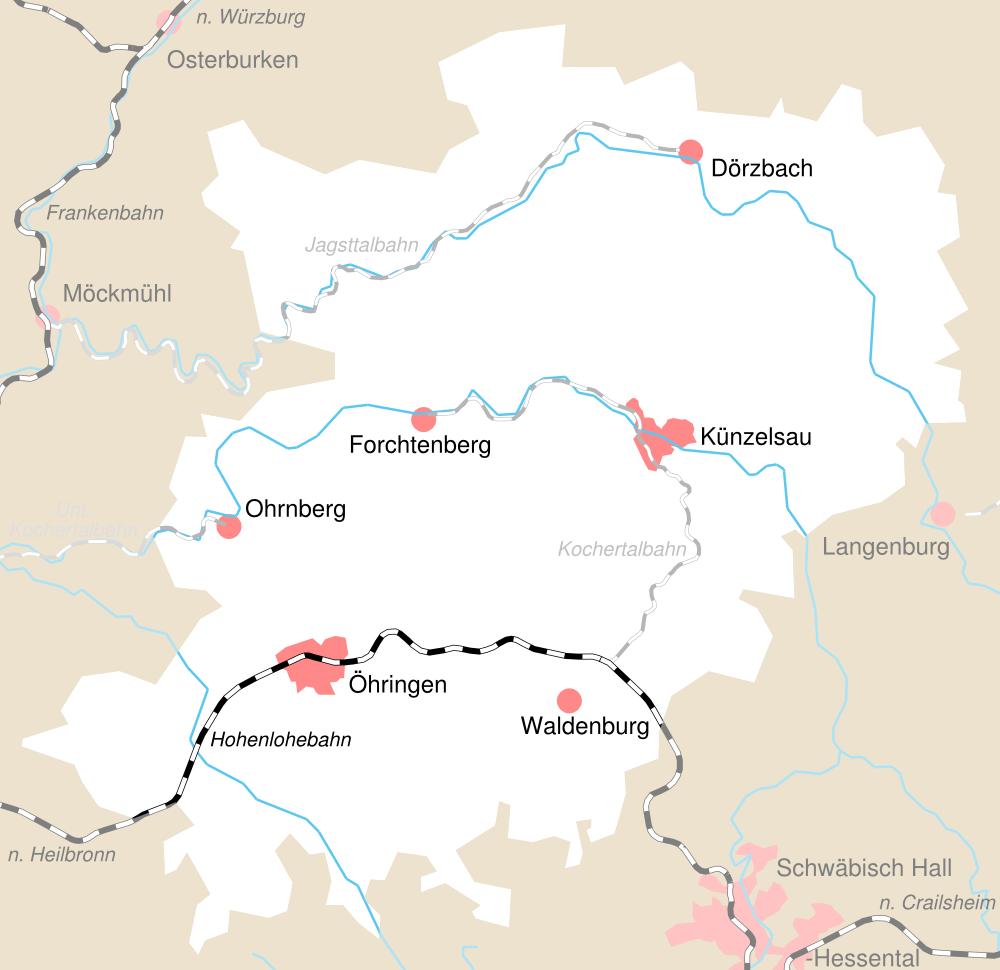
Bahnstreckennetz

Die Stadt Öhringen wurde schon 1862 durch die Württembergische Staatsbahn an die Strecke Heilbronn–Schwäbisch Hall (Kocherbahn) angeschlossen. Von ihr zweigte seit 1892 in Waldenburg die Kochertalbahn als Stichbahn nach Künzelsau ab, die erst 1924 durch die Deutsche Reichsbahn kocherabwärts bis Forchtenberg verlängert wurde.
Von hier blieb eine Lücke von etwa 14 km Länge bis zum Endpunkt der Unteren Kochertalbahn bestehen, die von Bad Friedrichshall-Jagstfeld nach Ohrnberg verlief und 1913 durch die Württembergische Eisenbahn-Gesellschaft eröffnet worden war.
Im Jagsttal war schon von 1900 bis 1901 durch die Firma Vering & Waechter eine Schmalspurbahn, die Jagsttalbahn, gebaut worden, die in Möckmühl die Hauptbahn Würzburg–Heilbronn verließ und talaufwärts bis Dörzbach verkehrte.
Der Kreis setzte seit etwa 1980 mit dem viel beachteten Nahverkehrsmodell Hohenlohe ganz auf den Bus und die regelmäßige Bedienung aller Ortschaften. Von dem nur 78 km umfassenden Bahnnetz blieben nur 28 km mit vier Stationen in Betrieb, bis auf der Bahnstrecke Heilbronn–Crailsheim die Linie S4 der Albtal-Verkehrs-Gesellschaft den Verkehr bis Öhringen ausdehnte.
Im Personenverkehr wurden diese Abschnitte stillgelegt:
- 1951: Jagsttalbahn (Möckmühl–)Berlichingen–Dörzbach: 23 km (Nutzung für den Schülerverkehr zwischen 1967 und 1979)
- 1980: Kochertalbahn Waldenburg–Künzelsau–Forchtenberg: 24 km
- 1993: Untere Kochertalbahn (Bad Friedrichshall-Jagstfeld–)Möglingen–Ohrnberg: drei Kilometer

#### Busverkehr
Der Busverkehr wird durch den Eigenbetrieb des Hohenlohekreises Nahverkehr Hohenlohekreis (NVH). Diese ist tariflich in den Verkehrsverbund Heilbronner Hohenloher Haller Nahverkehr integriert.

#### Radverkehr
Durch den Landkreis führen als Alltagsrouten aus dem Radnetz Baden-Württemberg:
- Von Heilbronn kommend über Öhringen, Neuenstein und durch das untere Stadtgebiet von Waldenburg Richtung Schwäbisch Hall
- Bei Waldenburg zweigt eine Route nach Künzelsau ab. Sie verläuft größtenteils auf der ehemaligen Kochertalbahn.

Außerdem gibt es ein Radwegekonzept des Landkreises.
Zudem bestehen als touristische Landes-Radfernwege:
- Der Kocher-Jagst-Radweg ist ein Rundkurs entlang der beiden Flüsse Kocher und Jagst zwischen Bad Friedrichshall und einer Querverbindung zwischen den Tälern bei Aalen (Stadtteil Unterkochen) und Lauchheim.
- Der Württemberger Weinradweg[15] führt von Rottenburg am Neckar nach Niederstetten. Im Hohenlohekreis führt er von Heilbronn kommend durch das südliche Kreisgebiet nach Neuenstein, weiter ins Kochertal, dort von Sindringen bis zur Deubachmündung bei Nagelsberg. Weiter führt er ins Jagsttal, dort von Altkrautheim bis Dörzbach, und schließlich verlässt er das Kreisgebiet Richtung Bad Mergentheim.

Der Landkreis ist Mitglied in der Arbeitsgemeinschaft Fahrrad- und Fußgängerfreundlicher Kommunen in Baden-Württemberg e. V.

### Kreiseinrichtungen
Der Hohenlohekreis ist Schulträger folgender Beruflichen Schulen: Gewerbliche Schule Künzelsau, Kaufmännische Schule Künzelsau, Hauswirtschaftliche Schule Künzelsau, Gewerbliche Schule Öhringen, Kaufmännische Schule Öhringen und Hauswirtschaftliche und Landwirtschaftliche Schule Öhringen, ferner folgender Sonderpädagogischer Bildungs- und Beratungszentren: Geschwister-Scholl-Schule (Förderschwerpunkt geistige Entwicklung und körperlich-motorische Entwicklung) mit Schulkindergarten Künzelsau und Erich-Kästner-Schule Künzelsau (Förderschwerpunkt Sprache).
Der Hohenlohekreis ist neben der BBT-Gruppe Gesellschafter der Hohenloher Krankenhaus gGmbH, welche unter anderem Träger des Öhringer Krankenhauses sowie verschiedener Altenheim und Seniorenzentren ist.

## Städte und Gemeinden

### Verwaltungsgemeinschaften
Im Hohenlohekreis gibt es folgende Vereinbarte Verwaltungsgemeinschaften und Gemeindeverwaltungsverbände:
1. Gemeindeverwaltungsverband Hohenloher Ebene mit Sitz in Neuenstein; Mitgliedsgemeinden: Städte Neuenstein und Waldenburg sowie Gemeinde Kupferzell
2. Gemeindeverwaltungsverband Krautheim mit Sitz in Krautheim; Mitgliedsgemeinden: Stadt Krautheim und Gemeinden Dörzbach und Mulfingen
3. Vereinbarte Verwaltungsgemeinschaft der Stadt Künzelsau mit der Stadt Ingelfingen
4. Gemeindeverwaltungsverband Mittleres Kochertal mit Sitz in Niedernhall; Mitgliedsgemeinden: Städte Forchtenberg und Niedernhall sowie Gemeinde Weißbach
5. Vereinbarte Verwaltungsgemeinschaft der Stadt Öhringen mit den Gemeinden Pfedelbach und Zweiflingen

### Kommunen
| Stadt                      | Wappen | Fläche km² | Einwohner 31. Dezember 2024 | EW-Dichte EW je km² | Höhe über NN |
| -------------------------- | ------ | ---------- | --------------------------- | ------------------- | ------------ |
| Forchtenberg               |        | 38,07      | 5.405                       | 142                 | 223          |
| Ingelfingen                |        | 46,48      | 5.501                       | 118                 | 217          |
| Krautheim                  |        | 52,91      | 4.561                       | 86                  | 298          |
| Künzelsau                  |        | 75,17      | 16.348                      | 217                 | 218          |
| Neuenstein                 |        | 47,84      | 6.618                       | 138                 | 284          |
| Niedernhall                |        | 17,71      | 4.185                       | 236                 | 202          |
| Öhringen, Große Kreisstadt |        | 67,79      | 25.673                      | 379                 | 230          |
| Waldenburg                 |        | 31,55      | 2.986                       | 95                  | 506          |

| Gemeinde    | Wappen | Fläche km² | Einwohner 31. Dezember 2024 | EW-Dichte EW je km² | Höhe über NN |
| ----------- | ------ | ---------- | --------------------------- | ------------------- | ------------ |
| Bretzfeld   |        | 64,69      | 12.713                      | 197                 | 210          |
| Dörzbach    |        | 32,36      | 2.568                       | 79                  | 242          |
| Kupferzell  |        | 54,28      | 6.665                       | 123                 | 340          |
| Mulfingen   |        | 80,08      | 3.604                       | 45                  | 263          |
| Pfedelbach  |        | 41,30      | 9.369                       | 227                 | 240          |
| Schöntal    |        | 81,65      | 5.557                       | 68                  | 209          |
| Weißbach    |        | 12,77      | 2.060                       | 161                 | 201          |
| Zweiflingen |        | 32,10      | 1.831                       | 57                  | 308          |

## Kfz-Kennzeichen
Am 1. Januar 1973 wurde dem Landkreis das seit dem 1. Juli 1956 für den Landkreis Künzelsau gültige Unterscheidungszeichen KÜN zugewiesen. Es wird durchgängig bis heute ausgegeben.
Bis in die 2000er Jahre erhielten Fahrzeuge aus dem Altkreis Öhringen Kennzeichen mit den Buchstaben KA bis ZZ und den Zahlen von 1 bis 99 und anschließend mit den Buchstaben KA bis LZ und den Zahlen von 100 bis 999.
Seit dem 2. Februar 2015 kann wegen der Kennzeichenliberalisierung auch wieder das Unterscheidungszeichen ÖHR (Öhringen) verwendet werden.